# 8-ма загальновійськова армія (РФ, II формування)
8-ма гвардійська загальновійськова армія (8 гв. ЗА, в/ч 33744) — військове об'єднання Сухопутних військ Збройних сил Росії чисельністю в армію. Перебуває у складі Південного військового округу. Штаб армії — м. Новочеркаськ.
Армію почали створювати у 2017 році на кордоні з Україною. У 2022 році частини армії брали участь у повномасштабному вторгненні РФ в Україну.

## Історія
В 2014 році командуванням ЗС РФ для ведення гібридної війни в Україні в м. Новочеркаськ було створено 12-те командування резерву Південного військового округу (військова частина 89462).
11 серпня 2015 року 12-те командування резерву було переформовано в Центр територіальних військ (ЦТВ) Південного військового округу.
Згідно директиви №01 командуючого військового округу від 9 лютого 2015 року військовій частині 64722 Центр територіальних військ присовоєно нове умовне найменування: "військова частина 33744" . 
У 2017 році почалося створення армії. Її з'єднання мали бути розміщені на кордоні з Україною, у Ростовській та Волгоградській областях РФ.

### Участь у російсько-українській війні
Армія брала участь у російському вторгненні в Україну у 2022 році.
18 березня 2022 року низка українських ЗМІ повідомили про ліквідацію поблизу м. Херсона командувача 8-ї загальновійськової армії генерал-лейтенанта Андрія Мордвічева.
16 квітня 2022 року стало відомо про факт ліквідації в Україні заступника командувача армії генерал-майора Володимира Фролова.
5 серпня 2024 року президент Росії Володимир Путін присвоїв армії почесне найменування гвардійської.
30 червня 2025 року ЗСУ за допомогою ракет "Storm Shadow" атакували командний пункт 8-ї армії в окупованому Донецьку, внаслідок чого був убитий в.о. командуючого полковник Руслан Горячкін та ще кілька штабних офіцерів.

## Склад

### 2017
- Управління (м. Новочеркаськ);
- 150-та мотострілецька Ідріцько-Берлінська ордена Кутузова дивізія, в/ч 22265 (м. Новочеркаськ);[2]
- 20-та окрема гвардійська мотострілецька Прикарпатсько-Берлінська Червонопрапорна ордена Суворова бригада, в/ч 22220 (м. Волгоград);[2]
- 464-та ракетна бригада (м. Знаменськ, Астраханська область);
- 39-й полк РХБ захисту (селище Октябрьський, Волгоградська область).

### 2022
- Штаб, в/ч 33744, (м. Новочеркаськ);
- 20-та гвардійська мотострілецька Прикарпатсько-Берлінська Червонопрапорна, ордена Суворова дивізія (м. Волгоград, м. Камишин)[13]
- 150-та гвардійська мотострілецька Ідріцько-Берлінська ордена Кутузова дивізія, в/ч 22179 (м. Новочеркаськ)
- 238-ма артилерійська бригада (м. Коренівськ)
- 47-ма ракетна бригада (ст. Дядьковська)
- ??? зенітна ракетна бригада (Ростовська область)[14]
- 33-й гвардійський інженерно-саперний полк (м. Волгоград)[15]
- 39-й полк РХБЗ (п. Октябрьский)
- 133-й окремий батальйон управління, в/ч 31955 (м. Новочеркаськ);

## Командування

### Командувачі
- (2017—2019) генерал-лейтенант Кузовльов Сергій Юрійович
- (2019—2021) генерал-лейтенант Сичевой Андрій Іванович
- (2021—2022) генерал-лейтенант Мордвічев Андрій Миколайович
- (лютий 2023 — травень 2024) гвардії генерал-полковник Анашкін Геннадій Володимирович[16]